# تیپ ۳۸ مکانیزه ذوالفقار
تیپ مکانیزه ۳۸ ذوالفقار از تیپ‌های نیروی زمینی سپاه پاسداران انقلاب اسلامی است، که ستاد فرماندهی و پادگان آن در شهر کرمان، استان کرمان مستقر می‌باشد.